# Rejectaria parvipunctalis
Rejectaria parvipunctalis là một loài bướm đêm trong họ Noctuidae.